# Тосканеллі (місячний кратер)
Кра́тер Тоскане́ллі (лат. Toscanelli) — невеликий метеоритний кратер у зоні східного узбережжя Океану Бур на видимому боці Місяця. Назву присвоєно на честь флорентійського науковця в галузі астрономії, медицини, географії і математики Паоло Тосканеллі (1397—1482) й затверджено Міжнародним астрономічним союзом у 1976 році.

## Опис кратера

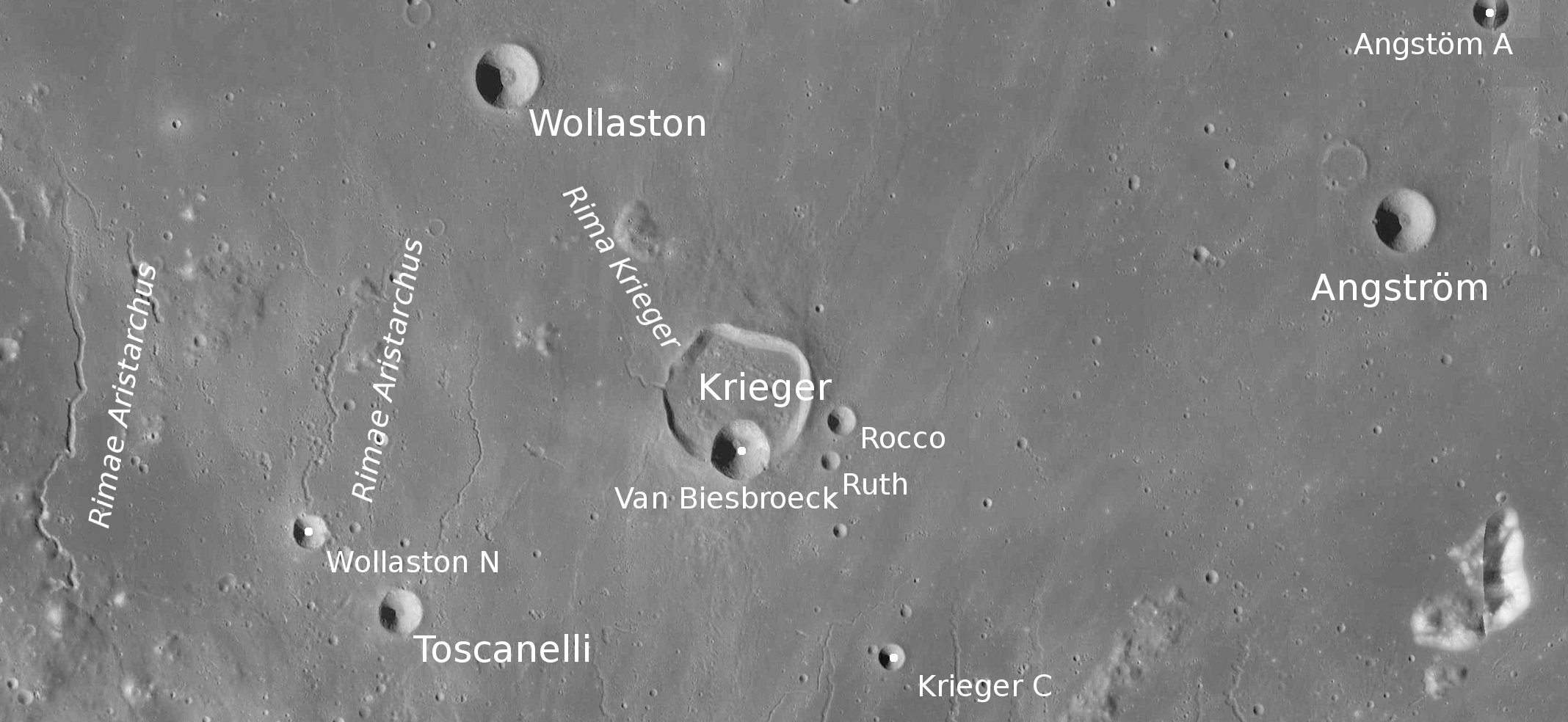
Околиці кратера Тосканеллі (крайній ліворуч). Світлина зонда Lunar Reconnaissance Orbiter

Найближчими сусідами кратера Тосканеллі є кратер Волластон на півночі північному сході; кратери Крігер і Ван Бісбрук на сході північному сході; кратер Вяйсяля на півдні і кратер Фрейд на південному заході. На заході від кратера розташовується пік Геродота; на заході північному заході — гряда Нігглі, борозна Агріколи і гори Агріколи; на півночі, сході і південному сході — борозни Аристарха; на північному сході борозна Крігера; на півдні уступ Тосканеллі; на південному заході долина Шретера. Селенографічні координати центру кратера 27°58′ пн. ш. 47°37′ зх. д. / 27.96° пн. ш. 47.61° зх. д., діаметр 7,1 км, глибина 1300 м.
Кратер має циркулярну чашоподібну форму і практично не зазнав руйнувань. Вал дещо згладжений, але зберіг чіткі обриси, північна і південна частини валу мають сідлуваті пониження, північний край валу відзначений дрібним кратером. Внутрішній схил гладкий з високим альбедо. Висота валу над навколишньою місцевістю досягає 260 м, об'єм кратера становить приблизно 14 км³. За морфологічними ознаками кратер належить до типу ALC (за назвою типового представника цього класу — кратера Аль-Баттані C).
До отримання власного найменування у 1976 році кратер мав назву Аристарх C (у системі позначень так званих сателітних кратерів, розташованих в околицях кратера, що має власну назву).
Сателітні кратери відсутні.